# Laphystia sonora
Laphystia sonora là một loài ruồi trong họ Asilidae. Laphystia sonora được Wilcox miêu tả năm 1960. Loài này phân bố ở vùng Tân nhiệt đới.